# Sofia Stefan
Pour les articles homonymes, voir Stefan.

a Compétitions nationales et continentales officielles uniquement.

b Matchs officiels uniquement.
Sofia Stefan, née le 12 mai 1992 à Padoue (Italie), est une joueuse internationale italienne de rugby à XV. Demi de mêlée de formation, elle peut évoluer au centre ou à l'aile. Elle joue en France, au RC Toulon PM.

## Biographie
Sofia Stefan commence la pratique du rugby à XV à l'âge de dix-sept ans au Valsugana Padoue à la suite d'une opération de promotion menée par le club au sein de son lycée. Elle a d'abord pratiqué le ski, le patinage de vitesse, l'athlétisme et la natation. Elle s'illustre immédiatement et dès l'année suivante, elle est sélectionnée en équipe d'Italie à l'occasion du Trophée européen.
Elle fait ses débuts en équipe nationale en octobre 2011, contre la France, à Nice.[réf. nécessaire]
En 2013, elle trouve l'occasion de jouer à l'étranger tout en poursuivant ses études au sein du Stade rennais où elle reste cinq saisons et dont elle est capitaine.
Elle participe aux Coupes du monde en 2017 et 2021.[réf. nécessaire]
En août 2023, elle est convoquée pour participer à la première édition du WXV 2. Début 2024, elle fait partie des joueuses mises sous contrat par la Fédération italienne. À la suite de la blessure d'Elisa Giordano, c'est elle qui est désignée capitaine pour le Tournoi des Six Nations 2024. À la fin de la saison, après une défaite en finale contre le Villorba Rugby, elle s'engage avec les Sale Sharks.
En 2024-2025, elle est successivement sélectionnée pour le WXV et le Six Nations,. Après une saison mitigée en Angleterre (elle doit faire face à la concurrence d'Olivia Ortiz au sein d'une équipe qui ne gagne qu'un match sur seize[réf. nécessaire]), elle revient en France et rejoint le RC Toulon PM, promu en Élite 1.

## Palmarès

### En club
- Vainqueur du Championnat d'Italie en 2022 et 2023.
- Finaliste du Championnat d'Italie en 2024.

### En équipe nationale
- Médaille d'argent à l'universiade d'été de 2013 (rugby à sept).